# 莱斯特·乌尔夫
莱斯特·乌尔夫（1897年—1983年7月6日）是一位美国发明家、经纪人和慈善家，他的遗嘱资助了麻省理工学院的分子生物学研究和利用光学方法研究物质结构。